# Коровинский сельский совет (Украина)
Коровинский сельский совет (укр. Коровинська сільська рада) — входит в состав
Недригайловского района
Сумской области
Украины.
Административный центр сельского совета находится в 
с. Коровинцы
.

## Населённые пункты совета
- с. Коровинцы
- с. Бороданово
- с. Гай
- с. Дегтярёвка
- с. Зелёный Гай
- с. Малые Будки
- с. Муховатое
- с. Перекор
- с. Ракова Сечь
- с. Сосновка
- с. Тимощенково
- с. Тютюнниково
- с. Юхты

## Ликвидированные населённые пункты совета
- с. Калинов Яр